# 1,1-Difeniletileno
1,1-Difeniletileno ou 1,1-difenileteno é o composto orgânico de fórmula C14H12, fórmula linear (C6H5)2C=CH2 e massa molecular 180,25. Apresenta ponto de ebulição de 270-271 °C, 75 °C a 0,2 mm Hg, ponto de fusão 6 °C, densidade 1,021 g/mL a 25 °C e ponto de fulgor 221 °F. É classificado com o número CAS 530-48-3, número de registro Beilstein 1099062, número EC 208-482-6, número MDL MFCD00008583, PubChem Substance ID 24893616, CBNumber CB1853742 e MOL File 530-48-3.mol. Também é referido como alfa-fenilestirenoα,α-difeniletileno. 
Pode ser sintetizado pela reação de brometo de fenilmagnésio com o acetato de etila em meio de éter etílico, na presença de cloreto de amônio, obtendo 1,1-difeniletanol que posteriormente é convertido na presença de ácido sulfúrico a 1,1-difeniletileno.